# Killzone: Liberation
Killzone: Liberation är ett spel till PlayStation Portable som släpptes hösten 2006. Spelet utvecklades av Guerrilla Games och är uppföljaren till Killzone och föregångaren till Killzone 2.

## Historia
Spelet börjar två månader efter Killzone och det mesta av södra Vekta kontrolleras nu av Helghast. All respekt för krigets lagar har nu kastats åt sidan av de helghastiska styrkorna under den grymme generalen Armin Metrac som inte är emot att använda brutala medel för att krossa ISA. Jan får  hjälp av sina vänner från första spelet Rico Velasquez och Luger. 
När Metracs Trupper kidnappar forskaren Evelyn Batton, generalen Dwight Stratson och ISAs krigsminister Heff Milcher skickas Jan Templar ut på ett räddningsuppdrag. Det tar inte lång tid innan han står öga mot öga med den helghastiske generalen. Cobar avrättar genast Milcher och hoppar i sin personliga stridsvagn för att döda Jan. Trots detta lyckas Jan besegra honom. Cobar avslöjar att det finns en förrädare inom ISAs ledning som hjälper Helghast men innan han hinner berätta mer skjuter Stratson honom.
Nästa steg är att Jan måste anfalla Metracs Bergsfästning och rädda Evelyn Shadow Marshal Luger Jan Partner hjälper honom med uppdraget. När Jan och Luger anländer vid Metracs fästning möts de av Helghast elit styrkor vilket inkluderar en gigantisk "cybernetic unit". Efter en stund hittar de Metrac och besegrar honom efteråt hittar Jan Evelyn och de fly från fästningen tillsammans. Efter detta kommer spelet outro där Helghast ledare Scholar visari klargör att Helghast har stulit atomvapen som de tänker använda på ISA detta koplar spelet till Killzone 2.
Det femte och sista uppdraget fanns tillgängligt som gratis DLC Guerrillas Hemsida utspelar sig efter Metracs död. Jan skickas nu till Vektas huvudstad där Helghast fortfarande har kontrollen. ISA tror att det finns en förrädare som ger Helghast information och Jans vän Rico är misstänkt. Jan måste nu kämpa sin väg genom den sönderbombade staden och hitta Rico vilket han gör. Rica säger att den riktiga förrädaren är Dwight Stratson som inte bara sålde planeten till Helghast utan också har tagit kontrollen över de kvarvarande Helghaststyrkorna. Jan fortsätter till rådhuset där Stratson finns. På vägen tvingas han att kämpa mot Helghastsoldater plus Stratsons egna elitgarde. När Jan äntligen anländer är Stratson förberedd. Han anfaller Jan med sin bepansrade mecha. Trots detta lyckas Jan besegra honom.

## karaktärer

### Jan Templar
Jan Templar återvänder från förra spelet som protagonist men denna gång är han den enda spelbara karaktären trots att både luger och Rico dyker upp under spelets gång.

### Armin metrac
Armin Metrac tjänar som spelets antagonist och har personligen tagit befälet helgans armeer på vekta efter Joseph Lentes död.

### Tendor Cobar
Tendor Cobar är Metracs närmaste man och livvakt han har fått öknamnet "vita döden" för sin grymhet och sin vita rustning.

## Gameplay
Till skillnad från sin företrädare är liberation ingen Fps utan en top-down shooter vilket betyder att kameran inte bara vissa vad din karaktär ser utan är istället placerad på sådant sätt att spelaren ser hela sin omgivning. Spelet består av fem uppdrag var av det femte och sista var gratis DLC (downloadable content) från Guerrillas hemsida efter att spelet släpptes.
Under spelets gång kommer spelaren att kunna köra omkring i en uppsättning fordon som varierar allt från pansarbilar och stridsvagnar till svävare och jetpacks. Spelaren kan även hitta så kallade "Money Cases" i spel världen dessa kan om spelaren hittar tillräckligt av dem byttas in mot nya och uppgraderade vapen dessa kallas V2 i spelet. spelaren har också möjlighet att uppgradera Templars egenskaper detta kan uppnås genom att t.e.x skjuta ett speciellt antal fiender utan att några civila skadas.
Om ser bort från spelets gameplay är det inte mycket som har ändrat alla vapen och fiender är i stort sett samma som i det föregående spelet.

## Multiplayer
Killzone: Liberation fick mycket beröm för sitt multiplayer när det släpptes IGN utnämnde spelet till att ha det bästa multiplayer läget på PSP år 2006. Tyvärr tog Guerrilla Games ner servrarna 2011 och det går inte att spela online längre.
Spelets online lägen består av
- Deathmatch
- Team deathmatch
- Capture the flagg
- Deatmatch duel
- Assult